# Collegio elettorale di Viadana
Il collegio elettorale di Viadana è stato un collegio elettorale uninominale del Regno di Sardegna.
Fu creato con la legge 3778 del 1859 ed era costituito dai mandamenti di Viadana, e di Sabbioneta, e dal comune di Gazzuolo che apparteneva al mandamento di Bozzolo.
Con la costituzione del Regno d'Italia fu unito al collegio elettorale di Casalmaggiore.

## Dati elettorali
Nel collegio si svolsero votazioni solo per la VII legislatura.

### VII legislatura
Le votazioni si svolsero in 387 collegi uninominali a doppio turno. Come previsto dalla legge elettorale del 20 novembre 1859, era eletto al primo turno il candidato che «riunisce in suo favore più del terzo dei voti del total numero dei membri componenti il collegio e più della metà dei suffragi dati dai votanti presenti all'adunanza» (art. 91). Se nessun candidato era eletto, al ballottaggio tra i due candidati con più voti era eletto chi otteneva il maggior numero di voti (art. 92) o, in caso di ugual numero di voti, il maggiore d'età (art. 93).
| Partito                            | Partito                            | Candidato                          | Risultati 25 marzo 1860 | Risultati 25 marzo 1860 |
| Partito                            | Partito                            | Candidato                          | Voti                    | %                       |
| ---------------------------------- | ---------------------------------- | ---------------------------------- | ----------------------- | ----------------------- |
|                                    | —                                  | Giuseppe Finzi                     | 222                     | 75,00                   |
|                                    | —                                  | Giacomo Ferretti                   | 74                      | 25,00                   |
|                                    |                                    |                                    |                         |                         |
| Iscritti                           | Iscritti                           | Iscritti                           | 633                     | 100,00                  |
| ↳ Votanti (% su iscritti)          | ↳ Votanti (% su iscritti)          | ↳ Votanti (% su iscritti)          | 312                     | 49,29                   |
| ↳ Voti validi (% su votanti)       | ↳ Voti validi (% su votanti)       | ↳ Voti validi (% su votanti)       | 296                     | 94,87                   |
| ↳ Schede non valide (% su votanti) | ↳ Schede non valide (% su votanti) | ↳ Schede non valide (% su votanti) | 16                      | 5,13                    |
| ↳ Astenuti (% su iscritti)         | ↳ Astenuti (% su iscritti)         | ↳ Astenuti (% su iscritti)         | 321                     | 50,71                   |